# Nereis tenuis
Nereis tenuis är en ringmaskart som beskrevs av Webster och Benedict 1884. Nereis tenuis ingår i släktet Nereis och familjen Nereididae. Inga underarter finns listade i Catalogue of Life.